# Star Wars: Force Commander
Star Wars: Force Commander è un videogioco strategico in tempo reale commercializzato nel 2000, ambientato nell'Universo espanso di Guerre stellari.

## Trama
Il gioco copre gli eventi della prima trilogia di film, e altri eventi che non sono visti nei film. Il gioco è visto dal punto di vista di un giovane ufficiale della Flotta Imperiale, che inizia il suo lavoro come stormtrooper, e in breve riceve il grado di comandante. Il personaggio principale rimane fedele all'Impero per le prime missioni; con l'avanzare dei livelli il personaggio rimane deluso dalla sua fazione e decide di schierarsi con l'Alleanza Ribelle. Oltre alla missione di addestramento su Tatooine, vi sono missioni riguardanti Hoth (con l'Impero) e la battaglia di Endor (con i Ribelli). Il gioco termina con la battaglia per conquistare il palazzo Imperiale di Coruscant.

## Colonna sonora
La musica consiste in un remix dei temi originali di John Williams.